# Onur Ural
Onur Ural (* 22. Februar 1997 in Istanbul) ist ein türkischer Fußballspieler.

## Karriere
Ural begann er mit dem Vereinsfußball in der Jugend vom Istanbuler Amateurvereine Bayrampaşa Demirspor und Bayrampaşa Terazidere SK und wechselte 2011 in den Nachwuchs vom Istanbuler Erstligisten Kasımpaşa Istanbul. Im Sommer 2016 erhielt er hier zwar einen Profivertrag, spielte aber weiterhin für die Nachwuchsmannschaften. Sein Profidebüt gab er in der Pokalpartie vom 27. Oktober 2016 gegen Kahramanmaraşspor. Für die Rückrunde der Saison 2018/19 wurde er an den Verein İstanbulspor ausgeliehen.